# Liste der Standorte der ARD
Zur ARD gehören neun Landesrundfunkanstalten mit Funkhäusern, Regionalstudios und Korrespondentenbüros an insgesamt 110 Standorten in Deutschland inklusive des ARD-Hauptstadtstudios im Berliner Regierungsviertel. Hinzu kommen für die beiden bundesweiten Hörfunkwellen Deutschlandfunk und Deutschlandfunk Kultur jeweils zwei Standorte sowie zwei Standorte des Auslandsrundfunks Deutsche Welle.

## Landesrundfunkanstalten

### Bayerischer Rundfunk(BR)
10 Standorte
- Funkhaus München
  - Studio Unterföhring
  - Studio Freimann, München
    - Regionalstudio Ostbayern, Regensburg
    - Regionalstudio Augsburg
      - Korrespondentenbüro Günzburg

    - Regionalstudio Kempten
    - Regionalstudio Traunstein

  - Studio Franken, Nürnberg
    - Regionalstudio Mainfranken, Würzburg
    - Regionalstudio Bayreuth

### Hessischer Rundfunk(hr)
6 Standorte
- Funkhaus Frankfurt
  - Studio Kassel
  - Studio Gießen
  - Studio Fulda
  - Studio Darmstadt
  - Studio Wiesbaden

### Mitteldeutscher Rundfunk(MDR)
24 Standorte
- MDR-Zentrale/MDR-Fernsehen Leipzig
- Landesfunkhaus Dresden
  - Regionalstudio Bautzen/Sorbischer Rundfunk
  - Regionalstudio Chemnitz
  - Regionalstudio Dresden
  - Regionalstudio Leipzig
  - Korrespondentenbüro Görlitz
  - Korrespondentenbüro Plauen
- Landesfunkhaus Erfurt
  - Regionalstudio Eisenach
  - Regionalstudio Erfurt
  - Regionalstudio Gera
  - Regionalstudio Heiligenstadt
  - Regionalstudio Jena
  - Regionalstudio Saalfeld
  - Regionalstudio Sondershausen
  - Regionalstudio Suhl
  - Regionalstudio Weimar
- Landesfunkhaus Magdeburg
  - Regionalstudio Stendal
  - Regionalstudio Magdeburg
  - Regionalstudio Dessau
  - Regionalstudio Halle
  - Korrespondentenbüro Wernigerode
  - Korrespondentenbüro Naumburg
- MDR-Hörfunkzentrale Halle
- Standort Leipzig Augustusplatz mit dem Hörfunkstudio (MDR Klassik und MDR Kultur) und der Hauptabteilung Klangkörper Leipzig

### Norddeutscher Rundfunk(NDR)
24 Standorte
- Hauptsitz Hamburg
  - Betriebsstätte Hamburg-Rotherbaum, Hauptstandort Hörfunk und Verwaltung, Intendanz, Zentrale Hörfunkprogramme, Direktion und Hörfunkprogramm Landesfunkhaus Hamburg
  - Betriebsstätte Hamburg-Lokstedt, Hauptstandort Fernsehen mit den Redaktionen und der Sendeleitung des NDR Fernsehens, Fernsehproduktionen für die ARD, Redaktion und Produktion von Tagesschau und anderen ARD-Nachrichtensendungen (ARD-aktuell), Fernsehen Landesfunkhaus Hamburg, zentrale Hörfunknachrichten, NDR Info, ARD-Infonacht

- Landesfunkhaus Schleswig-Holstein mit Studio Kiel und Studio im Landeshaus
  - NDR-Studio Flensburg
  - Studio Heide
  - Studio Lübeck
  - Studio Norderstedt
- Landesfunkhaus Mecklenburg-Vorpommern mit Mecklenburg-Studio Schwerin
  - Ostseestudio Rostock
  - Vorpommern-Studio Greifswald
  - Haff-Müritz-Studio Neubrandenburg
- Landesfunkhaus Niedersachsen mit Hannover-Redaktion
  - Studio Lüneburg
  - Studio Oldenburg
  - Studio Osnabrück
  - Studio Braunschweig
  - Studio Göttingen
    - Korrespondentenbüro Cuxhaven
    - Korrespondentenbüro Lingen
    - Korrespondentenbüro Esens
    - Korrespondentenbüro Vechta
    - Korrespondentenbüro Verden
    - Korrespondentenbüro Hameln
    - Korrespondentenbüro Wilhelmshaven

### Radio Bremen
2 Standorte
- Funkhaus Bremen
  - Studio Bremerhaven

### Rundfunk Berlin-Brandenburg(RBB)
6 Standorte
- Funkhaus Berlin
- Funkhaus Potsdam
  - Studio Cottbus
  - Studio Frankfurt (Oder)
    - Regionalstudio Perleberg
    - Regionalstudio Prenzlau

### Saarländischer Rundfunk(SR)
1 Standort
- Funkhaus Halberg, Saarbrücken

### Südwestrundfunk(SWR)
34 Standorte
- Funkhaus Baden-Baden
- Funkhaus Stuttgart
  - Studio Freiburg
  - Studio Heilbronn
  - Studio Karlsruhe
  - Studio Mannheim-Ludwigshafen, Mannheim
  - Studio Tübingen
  - Studio Ulm
    - Regionalstudio Friedrichshafen
    - Regionalbüro Lörrach
    - Regionalbüro Offenburg
    - Regionalbüro Villingen-Schwenningen
    - Korrespondentenbüro Aalen
    - Korrespondentenbüro Ebingen
    - Korrespondentenbüro Biberach
    - Korrespondentenbüro Buchen
    - Korrespondentenbüro Konstanz
    - Korrespondentenbüro Mosbach
    - Korrespondentenbüro Pforzheim
    - Korrespondentenbüro Ravensburg
    - Korrespondentenbüro Schwäbisch Hall
    - Korrespondentenbüro Tauberbischofsheim
    - Korrespondentenbüro Waldshut-Tiengen
- Funkhaus Mainz
  - Studio Kaiserslautern
  - Studio Koblenz
  - Studio Trier
    - Regionalbüro Bad Kreuznach
    - Regionalbüro Bad Neuenahr-Ahrweiler
    - Regionalbüro Hachenburg
    - Regionalbüro Gerolstein
    - Regionalbüro Landau
    - Regionalbüro Traben-Trarbach
    - Regionalbüro Worms

### Westdeutscher Rundfunk Köln(WDR)
17 Standorte
- Funkhaus Köln
- Produktionsgelände Köln-Bocklemünd
  - Studio Aachen
  - Studio Bielefeld
    - Regionalbüro Detmold
    - Regionalbüro Paderborn

  - Studio Bonn
  - Studio Dortmund
  - Studio Duisburg
    - Regionalbüro Kleve

  - Studio Düsseldorf
  - Studio Essen
  - Studio Münster
    - Regionalbüro Rheine

  - Studio Siegen
    - Regionalbüro Arnsberg

  - Studio Wuppertal

Quelle für diese Auflistung: 

## Weitere Standorte

### ARD/Phoenix
2 Standorte
- Hauptstadtstudio, Berlin
- Studio Bonn

### Deutsche Welle(DW)
2 Standorte
- DW Broadcasting House and Headquarters, Bonn
- DW-TV House, Berlin